# Monika Osiecka
Monika Osiecka (ur. w Mediolanie we Włoszech) – polska rzeźbiarka, autorka książki Fragmenty lustra – wydanej w 2011 nakładem wydawnictwa Słowo/obraz terytoria, absolwentka warszawskiej ASP, stypendystka Akademii Sztuk Pięknych w Carrarze. Mieszka i tworzy w Warszawie.

## Życiorys
Absolwentka Pracowni Rzeźby Grzegorza Kowalskiego (dyplom w 1994) na Akademii Sztuk Pięknych w Warszawie. Wcześniej studiowała filologię perską oraz włoską na Uniwersytecie Warszawskim, na Wydziale Orientalistyki oraz na Wydziale Filologii Włoskiej (w latach 1981–1986), a w późniejszych latach studiowała rzeźbę także we Włoszech i we Francji. Do rzeźby dochodziła poprzez fascynację kulturą Włoch oraz Iranu, gdzie spędziła dzieciństwo i wczesną młodość (do czternastego roku życia mieszkała we Włoszech m.in. w Mediolanie i w Iranie w Teheranie). W 1996 i 2010 roku pracowała w Laboratorio da Nicoli, w Carrarze (Włochy). Tworzy rzeźbę abstrakcyjną i figuratywną. Materiałem z wyboru jest kamień, w którym pracuje na międzynarodowych stażach i sympozjach rzeźbiarskich w całej Europie.
Zapiski i autokomentarze na temat własnej twórczości i życia, towarzyszące jej od czasu studiów, zaowocowały wydaniem w 2011 książki pt. Fragmenty lustra w wydawnictwie „Słowo/obraz terytoria”, charakteryzującej się poetycką formą i autobiograficzną narracją tworzącą zapis twórczej samoświadomości i kobiecego doświadczenia.
W 2014 roku artystka wygrała konkurs Office Départemental de la Culture de l’Orne na realizację monumentalnej rzeźby upamiętniającej 70. rocznicę bitwy I Dywizji Pancernej generała S. Maczka pod Falaise, o Mont-Ormel, tzw. „Maczuga”. Pomnik stanowi finalny etap projektu Otto Freundlicha „La Voie Europeenne de la Paix” (Strasse des Friedens).
W 2021 roku została zaproszona przez prezydenta m. st. Warszawy i Fundację Pamięci o Bohaterach Powstania Warszawskiego do stworzenia pomnika Kobietom Powstania Warszawskiego, odsłoniętego w październiku 2021 roku  na stołecznym placu Krasińskich.

## Odznaczenia
- Komandoria Missio Reconciliationis (2014)[4]

## Sympozja
- 2012 Rezydencja w St. Urban (Szwajcaria) w fundacji Aeschlimann, pod patronatem Ambasadora RP w Bernie
- 2011 X Jubileuszowa Edycja Międzynarodowego Sympozjum Rzeźby w Morges, Szwajcaria
- 2004 Międzynarodowe Sympozjum Rzeźby w Drewnie w Villers-le-Lac, Francja
- 2002 VI Międzynarodowe Spotkania Rzeźbiarskie w Sprimont, Belgia
- 1999 IV Międzynarodowe Sympozjum Rzeźby w Morges, Szwajcaria
- 1997 III Międzynarodowe Sympozjum Rzeźby w Morges, Szwajcaria
- 1996 III Międzynarodowe Spotkania Rzeźbiarskie w Sprimont, Belgia
- 1996 VI Międzynarodowe Sympozjum Rzeźby w Kamieniu w Fordongianus, Sardynia, Włochy
- 1996 VI Międzynarodowe Sympozjum Rzeźby w Tallinnie, Estonia
- 1995 Pierwsze miejsce na II Międzynarodowym Sympozjum Rzeźby w Morges, Szwajcaria
- 1995 V Międzynarodowe Sympozjum Rzeźby w Kamieniu w Fordongianus, Sardynia, Włochy
- 1995 I Międzynarodowe Sympozjum Rzeźby w Kamieniu na wyspie Sant’Antioco, Włochy
- 1994 I Międzynarodowy Festwal Sztuki „Euro Sculpture” w Carhaix, Francja
- 1995 I Międzynarodowe Sympozjum Rzeźbiarskie w Zalău, Rumunia
- 1993 VI Międzynarodowe Sympozjum Rzeźby w Kamieniu w Teuladzie, Sardynia
- 1992 X Międzynarodowe Sympozjum Rzeźby w Kamieniu w Fanano koło Bolonii, Włochy

## Wybrane wystawy

### Wystawy indywidualne
- 2016 Muzeum A.& J.Iwaszkiewicz, Stawisko, Polska
- 2015, van Rij Gallery, Cmielow, Polska
- 2014 “La Voie Européenne de la Paix” Alençon, Hôtel du Département, Francja
- 2014 “From the studio” Dom Dochodowy, pl.Trzech Krzyży 3, Warszawa
- 2013-2020 Blachlechner Gallery, Zurich, Szwajcaria
- 2013 Permanent Mission of Poland to the UN in Geneva, Szwajcaria
- 2012 Marchand Gallery, Desa Unicum, Warszawa
- 2011–2012 Galeria Piotra Nowickiego Warszawa, Polska
- 2011 Rezydencja Ambasadora RP w Bernie, Szwajcaria
- 2004–2008 Latająca Galeria, Warszawa, Polska
- 2005 Fundacja Św. J. Jerozolimskiego w Warszawie, Polska
- 2004 Metropolitan, Warszawa, Polska
- 1998 Galeria Instytutu Kultury, Morges, Szwajcaria
- 1997 Ugolini, Tschopp & Associes S.A., Lozanna, Szwajcaria
- 1996 Galeria Fundacji L’Estrée, Ropraz-Vaud, Szwajcaria

### Wystawy zbiorowe
- 2015 Bachlechner Gallery, Zurych, Szwajcaria
- 2015 Warsaw Art Fair, Arkady Kubickiego, Warszawa
- 2013 The Story of the Creative, Long Island, Nowy Jork
- 2013 MAG Montreux Art Gallery, Szwajcaria
- 2005 Wybory.pl Centrum Sztuki Współczesnej Zamek Ujazdowski, Warszawa, Polska
- 2004–2005 Latająca Galeria, Warszawa, Polska
- 1998 Business Centre Club, Warszawa, Polska
- 1997 Galeria Pod Kasztanami, Warszawa, Polska
- 1996 „Ja i Aids” Kino Stolica, Warszawa, Polska
- 1996 Galeria A.R.T., Płock, Polska
- 1996 Galeria Wieża Ciśnień, Bydgoszcz, Polska
- 1996 Galeria Łaźnia w Gdańsku, Polska
- 1992 „Kardynał” oraz „Wieczerza”, Galeria Dziekanka, Warszawa, Polska

## Publikacja książkowa
- „Fragmenty Lustra” – Monika Osiecka (2011), ISBN 978-83-7453-048-4, Wydawnictwo słowo/obraz terytoria